# Ida Rolf
Ida Pauline Rolf (* 19. Mai 1896 in New York; † 19. März 1979 ebenda) war eine amerikanische Biochemikerin. Sie war die Begründerin des Rolfing, einer nach ihr benannten komplementärmedizinischen Behandlung, und als Wegbereiterin der modernen Faszienforschung und -therapie. 

## Leben
Ida Rolf wuchs in der Bronx in New York auf. Sie studierte Biochemie an der Columbia University und schloss 1920 als eine der ersten Frauen mit dem Doktorgrad ab. In den darauf folgenden zwölf Jahren arbeitete sie am Rockefeller-Institut, zuerst in der Abteilung für Chemotherapie, später in der Abteilung für organische Chemie, und stieg schließlich in den Rang einer Associate am Institut auf. Sie studierte als Wissenschaftlerin vor allem die Eigenschaften des menschlichen Bindegewebes. Daneben beschäftigte sie sich mit Yoga, Osteopathie und Homöopathie. Aus dieser Palette von Betrachtungsweisen entwickelte Ida Rolf schließlich das Konzept der Strukturellen Integration.
Aus beruflichem Interesse und durch chronische Krankheiten in der Familie motiviert, begann sie, Menschen zu beraten und mit ihnen zu arbeiten. Sie postulierte, dass der menschliche Körper und seine Struktur, die sich unter anderem in der Körperhaltung ausdrückt, durch eine bestimmte Art der Bindegewebsmanipulation sehr viel stärker veränderbar ist, als bislang angenommen worden war. Sie gab ihre Erfahrungen zunächst nur an interessierte Ärzte weiter. Ida Rolf war davon überzeugt, dass durch manuelle Behandlung das Bindegewebe und die ganze Körperstatik zu beeinflussen sei. Dabei ging sie weitgehend von mechanischen Faktoren aus, denn sie kannte das Bindegewebe als kollagenen, plastischen Stoff und wollte ihn insbesondere über seine physikalischen Eigenschaften durch Druck und Massage beeinflussen. Darüber hinaus glaubte sie an die psychische Wirkung ihrer manuellen Stimulation: So sollten nach einer gelungenen Rolfing Serie nicht nur die falsche Haltung, sondern auch Ängste, mangelndes Selbstwertgefühl und Depressionen verschwinden.
Mitte der sechziger Jahre behandelte Ida Rolf den Begründer der Gestalttherapie, Fritz Perls. Er lud sie ein, in Esalen, dem damaligen Mekka des Human Potential Movement, zu arbeiten, wo sie bald auch anfing, Schüler auszubilden. Hier fand die Begegnung des Rolfing mit den Methoden der Humanistischen Psychologie statt. Von da an wurde das Rolfing in den USA immer populärer, und 1971 gründete Ida Rolf in Boulder/Colorado das Rolf Institute of Structural Integration als Ausbildungsstätte und Berufsorganisation.
Ida Rolf starb 1979 im Alter von 83 Jahren.

## Strukturelle Integration
Ida Rolfs Werk ist heute unter dem von ihr ursprünglich geprägten und bevorzugten Begriff "Strukturelle Integration" bekannt. Der Begriff "Rolfing" ist ein eingetragenes Markenzeichen des 1971 gegründeten Rolf Institute of Structural Integration in Boulder, Colorado, USA. Zwei Grundannahmen unterscheiden Rolfing von anderen Körpertherapien: Erstens, körperliche Balance, Ausgeglichenheit, flüssige Bewegungen, Leichtigkeit, Anmut und letztlich das Wohlbefinden eines Menschen erfordern eine gute Anpassung an das Schwerefeld. Zweitens, die Grundlage und das Organ der Struktur ist die Faszie.